# ياتسفيل (جورجيا)
ياتسفيل (بالإنجليزية: Yatesville, Georgia)‏ هي بلدة تقع في مقاطعة أبسون، جورجيا بولاية جورجيا في الولايات المتحدة. تبلغ مساحتها 2.3 (كم²)، وترتفع عن سطح البحر 243 م، بلغ عدد سكانها 408 نسمة في عام 2000 حسب إحصاء مكتب تعداد الولايات المتحدة وتصل الكثافة السكانية فيها 177.4 نسمة/كم2.

## وصلات خارجية
- The US50 - Cities and Towns in Georgia State
- Georgia Cities and Towns, Facts, Map, Flag, Colleges, Government, and More